# American Fool
American Fool é um álbum de John Cougar, lançado em 1982.